# Xiuladora de Borneo
La xiuladora de Borneo(Pachycephala hypoxantha) és una espècie d'ocell de la família dels paquicefàlids (Pachycephalidae) que habita els boscos de les muntanyes de Borneo.